# Robert Foster (Schriftsteller)
Robert Foster (* 1949 in Brooklyn, New York) ist ein US-amerikanischer Englischprofessor und Schriftsteller.

## Leben
Robert Foster wurde im New Yorker Stadtteil Brooklyn geboren. Er studierte an der University of Pennsylvania (Penn) in Philadelphia, Pennsylvania die Fächer Englisch und Mittelalterkunde. Dr. Foster arbeitete als Assistenzprofessor für Englisch am Rutgers College in New Brunswick in New Jersey. Einem breiteren Publikum wurde er durch sein Mittelerde-Lexikon bekannt, das die Begriffe rund um die Geschichten des englischen Fantasyautors J. R. R. Tolkien erklärt, die mit seiner Welt Mittelerde zusammenhängen. Er war als Berater der Tolkien Society of America tätig. Die Erstellung des Lexikons war eine Folge seiner dortigen Beschäftigung mit der Etymologie der Namen in den Büchern Tolkiens.

## Werk
Das große Mittelerde-Lexikon gibt einen Überblick über die Namen der Schauplätze, Personen und Begriffe, die in den Büchern Der Herr der Ringe, Der Hobbit und Das Silmarillion zur Mythologie von Mittelerde veröffentlicht wurden. Des Weiteren gibt es detaillierte Hintergrundinformationen und Worterklärungen zu wichtigen Bereichen, und die Anhänge A mit den Zeiteinteilungen, Zeitaltern und den Kalendern in Tolkiens Welt oder den Anhang B mit ausführlichen Stammbäumen und Anhang C mit einer Tengwar-Tabelle.